# 法然寺 (江戸川区)
法然寺（ほうねんじ）は、東京都江戸川区にある浄土宗の寺院。

## 概要
1616年（元和2年）、一蓮社専誉了雲によって開山された。旧本山は源法寺、総本山は知恩院 。
1863年（文久3年）より書道塾が開かれ、明治時代には、現在の江戸川区立船堀小学校の前身となる平船学校が開校している。

## 文化財
法然寺所在の庚申塔（万治二年銘）江戸川区登録有形民俗文化財・民俗資料、昭和59年2月28日告示
法然寺所在の青面金剛像庚申塔（寛文六年銘）江戸川区登録有形民俗文化財・民俗資料、昭和59年2月28日告示
浄譽上人筆子塚　付、伝浄譽上人墓基壇江戸川区登録有形文化財・歴史資料、平成12年2月22日告示
浄譽上人は法然寺15世。
昌譽上人筆子塚江戸川区登録有形文化財・歴史資料、平成12年2月22日告示
昌譽上人は法然寺19世、平船学校の初代校長。

## 交通アクセス
- 船堀駅より徒歩7分（経路案内）。

## 関連文献
- 「船堀村 法然寺」『新編武蔵風土記稿』 巻ノ28葛飾郡ノ9、内務省地理局、1884年6月。NDLJP:763979/54。